# Zbislav
Zbislav je malá vesnice, část obce Zhoř v okrese Písek v Jihočeském kraji. Nachází se asi 1,5 kilometru jihozápadně od Zhoře. Je zde evidováno 26 adres. V roce 2011 zde trvale žilo 51 obyvatel.
Zbislav leží v katastrálním území Blehov o výměře 4,79 km².

## Historie
První písemná zmínka o vesnici pochází z roku 1484.
Zbislav, stejně tak jako ostatní okolní vesnice, byla v minulosti majetkem kláštera Milevsko. V držení Švamberků byla po husitských válkách. Roku 1575 je uvedena stejně jako mnohé ostatní vesnice milevského kláštera, které byly prodané císařem Maxmiliánem II. Kryštofu ze Švamberka.
Roku 1812 byla na popud strahovského opata založena škola v pronajatých prostorách, kam docházely děti z okolních vesnic. Zprvu se jednalo o školu soukromou, později roku 1824 byla postavena školní budova. V současnosti svému účelu již neslouží.

## Obyvatelstvo
| Rok            | 1869 | 1880 | 1890 | 1900 | 1910 | 1921 | 1930 | 1950 | 1961 | 1970 | 1980 | 1991 | 2001 | 2011 | 2021 |
| -------------- | ---- | ---- | ---- | ---- | ---- | ---- | ---- | ---- | ---- | ---- | ---- | ---- | ---- | ---- | ---- |
| Počet obyvatel | 156  | 158  | 157  | 148  | 126  | 134  | 127  | 98   | 92   | 80   | 59   | 37   | 41   | 51   | 50   |
| Počet domů     | 17   | 22   | 22   | 22   | 23   | 22   | 25   | 24   | 23   | 23   | 18   | 17   | 24   | 24   | 25   |

## Obecní správa
Při sčítání lidu v letech 1850–1963 Zbislav byl osadou obce Blehov v okrese Milevsko. Od roku 1964 je částí obce Zhoř v okrese Písek.

## Pamětihodnosti
- Kaple Panny Marie Sepekovské na návsi byla v roce 1878 postavena nákladem vesnice.[7]
- Kamenný kříž před kaplí je reliéfně zdobený motivem kalichu. Uprostřed mezi rameny kříže je motiv srdce. Na koncích ramen kříže jsou motivy rozčtvrcených koleček.
- Socha svatého Jana Nepomuckého se nachází poblíž návesní kaple.
- Kamenný kříž rodiny Brčkovy u příjezdové silnice do vsi.
- Kamenný kříž u příjezdové silnice do vesnice.
- Litinový křížek na mostě.
- Křížek u silnice z vesnice ve směru na Zhoř.

## Galerie

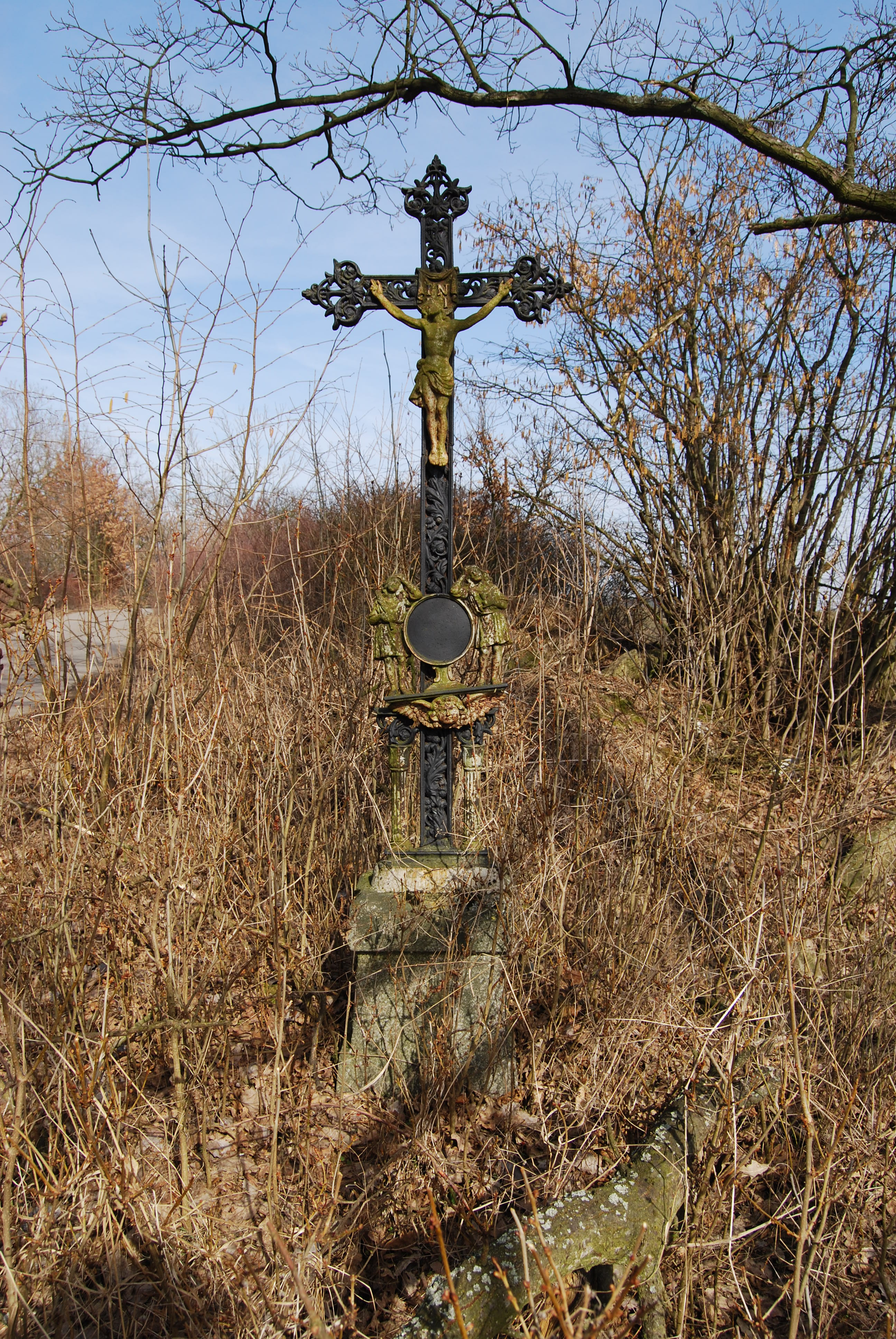
Kříž ve vsi
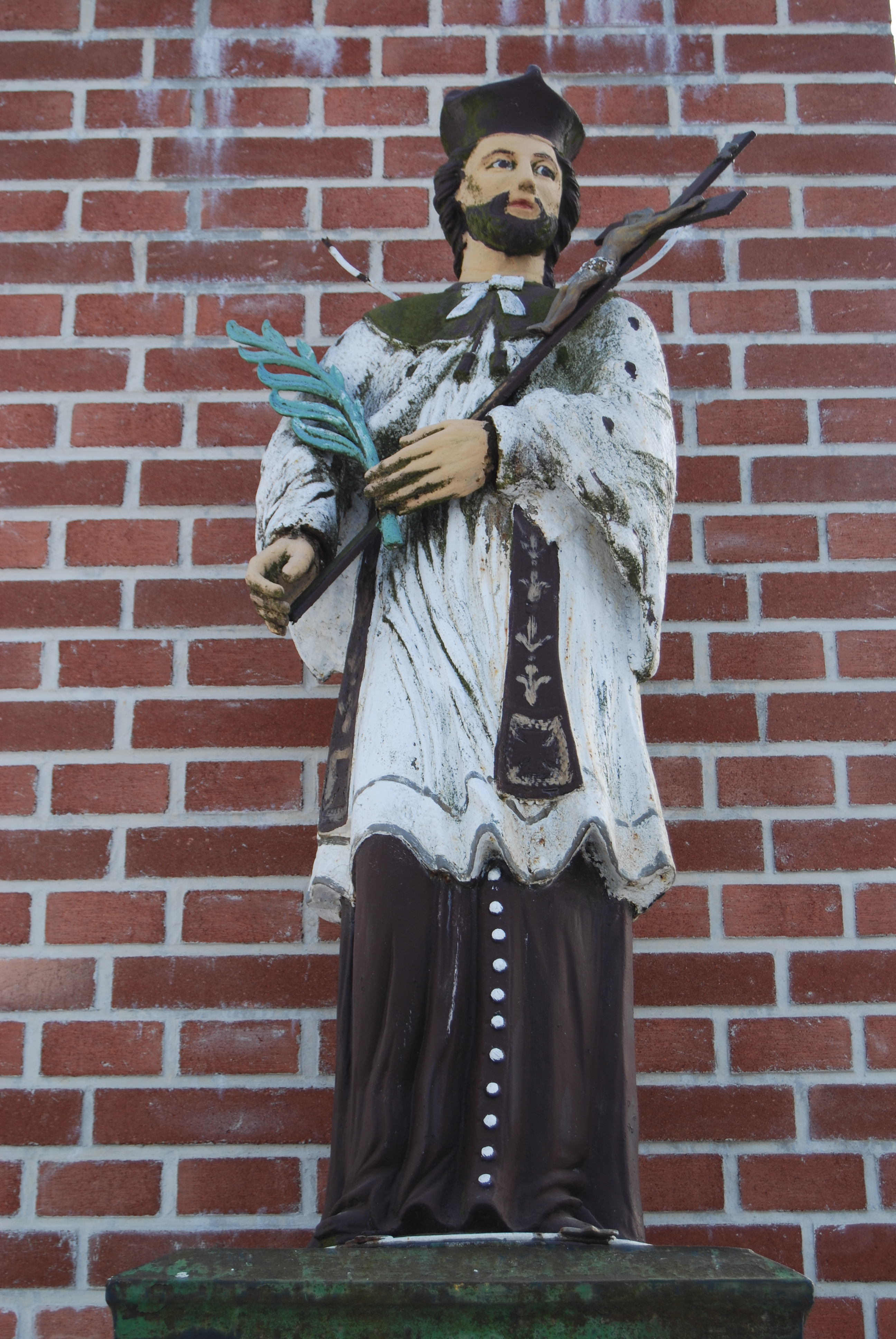
Socha svatého Jana Nepomuckého
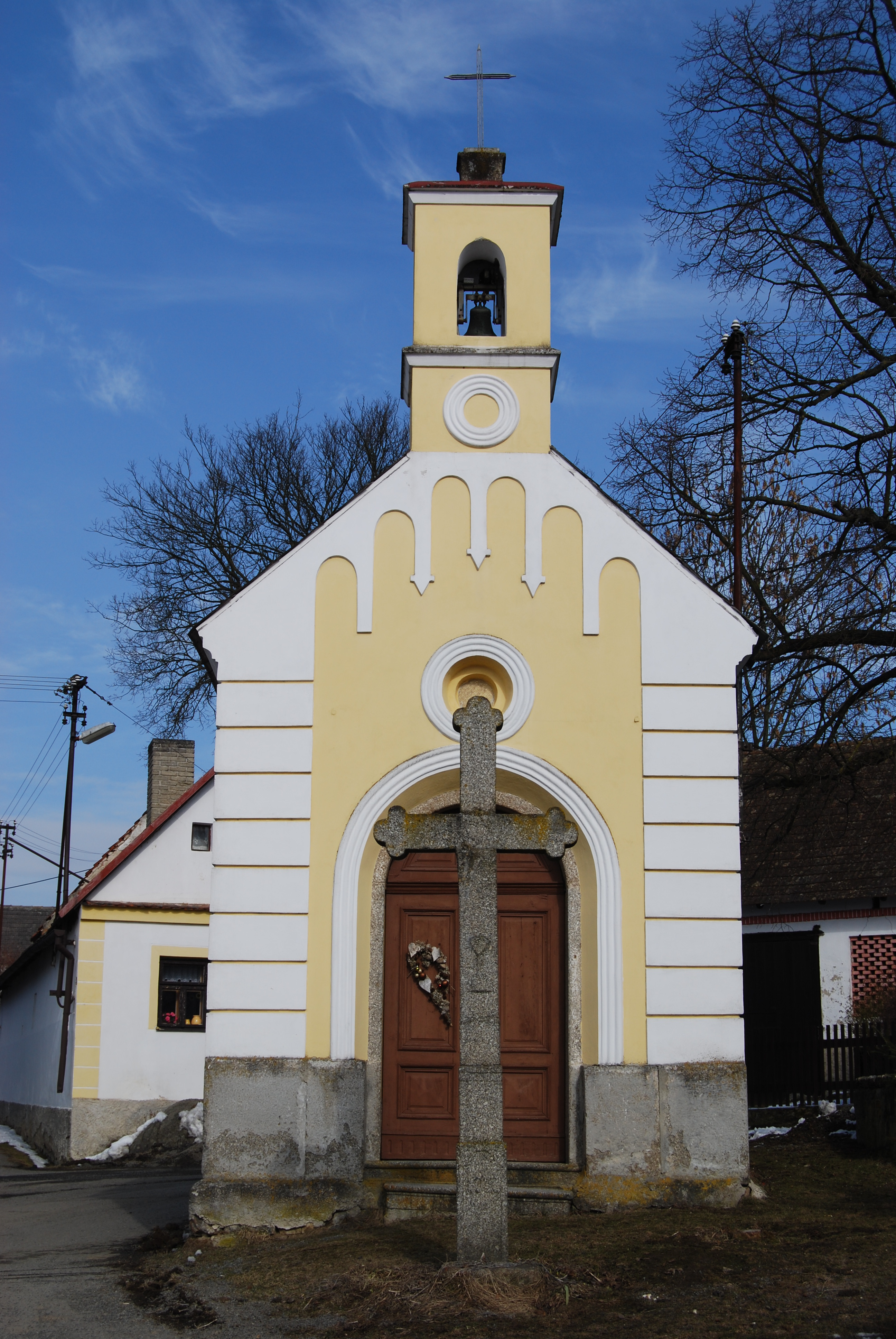
Kaple Panny Marie Sepekovské ve vesnici
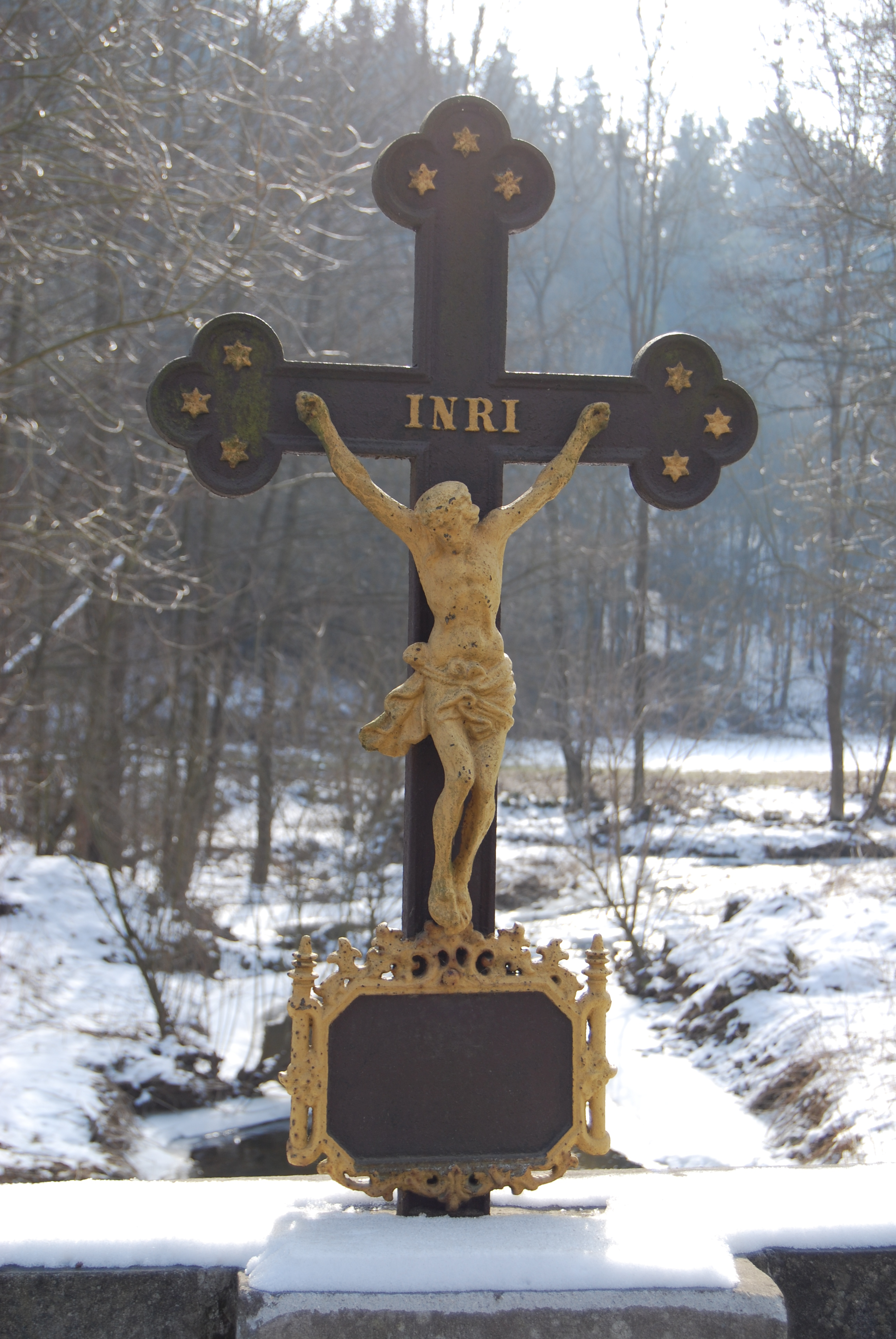
Kříž poblíž vesnice
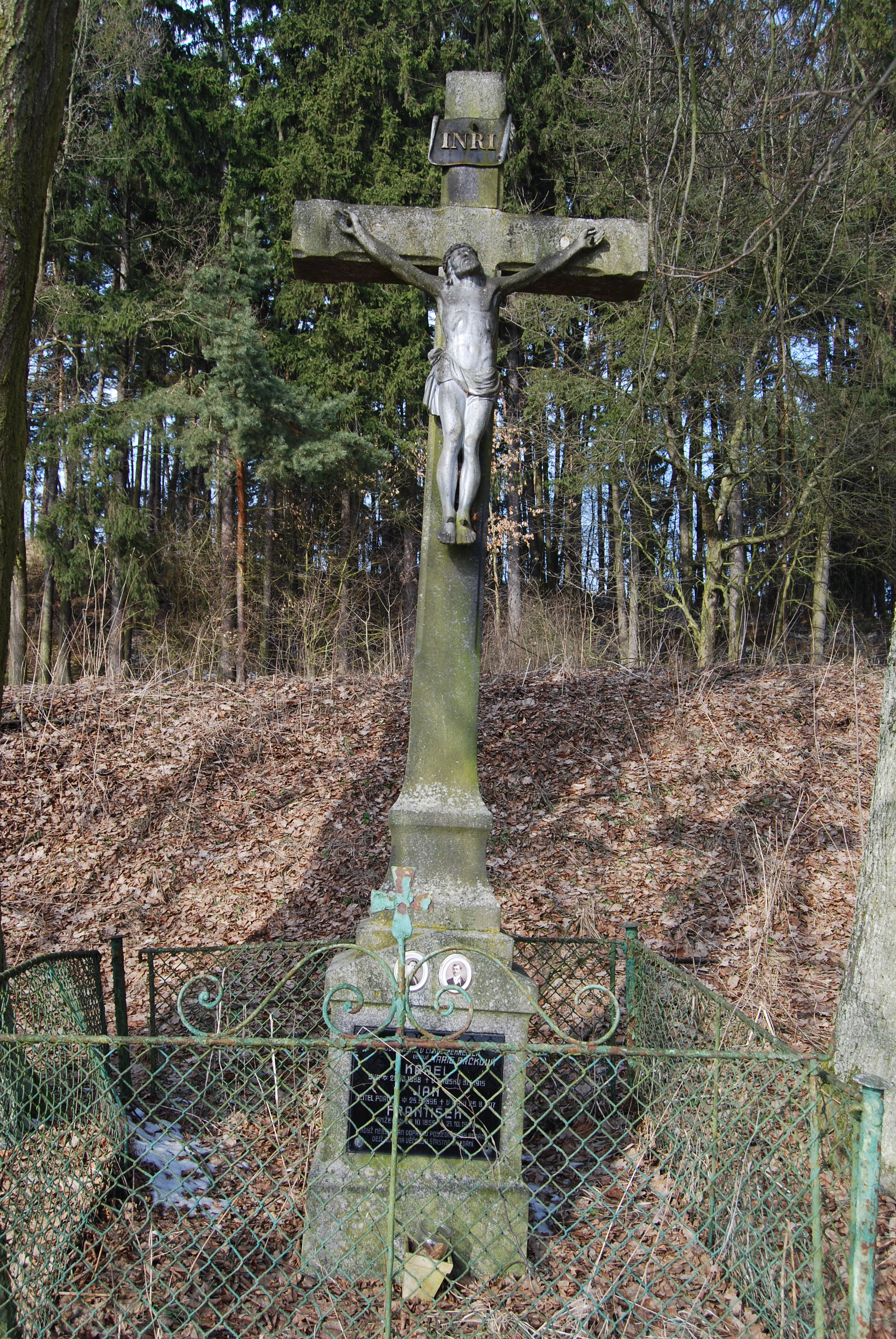
Kříž u komunikace do vsi